# The Duke Steps Out
The Duke Steps Out ist ein US-amerikanischer Stummfilm aus dem Jahr 1929 mit William Haines und Joan Crawford. Er ist nach Spring Fever aus dem Jahr 1927 und Der Schlauberger von 1928 der letzte gemeinsame Film der beiden Schauspieler und das Ende des Versuchs des Studios, beide als Leinwandpaar zu etablieren. Er gilt als verschollen.

## Handlung
Duke, der verwöhnte Sohn eines Millionärs, will unbedingt Karriere als Boxer machen. Auf dem Weg zu einem wichtigen Kampf trifft er Susie und verliebt sich in sie. Duke beschließt, Susie für sich zu gewinnen, und zahlreiche harmlose Missverständnisse nehmen ihren Lauf. Am Ende erkennt Susie, dass Duke ein netter Mensch ist, und verliebt sich ebenfalls in ihn.

## Hintergrund
Joan Crawford stand seit 1925 bei MGM unter Vertrag und stieg rasch zu einer beliebten Darstellerin auf. Einen festen Rollentypus hatte sie allerdings noch nicht für sich gefunden und so spielte sie abwechselnd Haupt- und Nebenrollen in den unterschiedlichsten Genres. Dank des durchschlagenden Erfolges von Our Dancing Daughters schaffte sie Mitte 1928 den Durchbruch als Star. Das Studio war von dem Erfolg allerdings überrascht worden, denn die Folgeprojekte nutzten wenig vom Interesse der Fans an Crawford als ausgelassener junger Frau, die allerlei romantische Verwicklungen erlebt. Stattdessen wurde die Schauspielerin unmittelbar nach Beendigung der Dreharbeiten als gitarrespielende Zigeunerin, die einen Prinzen liebt, in Dream of Love eingesetzt. Der Film floppte an der Kinokasse und auch der nächste Film, The Duke Steps Out, war kein echter Fortschritt.
Das Studio hatte versucht, aus William Haines und Joan Crawford ein Leinwandpaar zu machen, und die beiden Schauspieler gezielt als Konkurrenz zu Janet Gaynor und Charles Farrell lanciert. Das Publikum bevorzugte jedoch William Haines in Solorollen, so dass der gesamte Film auf seine Rolle zugeschnitten wurde. Joan Crawford wurde auf den Rang einer Leading Lady reduziert und ihr Name unter dem Titel, nur halb so groß wie der von Haines, genannt. Für William Haines, dessen Popularität an der Kinokasse Ende der 1920er ihren Höhepunkt erreichte, sollte es der letzte große finanzielle Erfolg werden. Er schaffte zwar den Wechsel zum Tonfilm ohne Probleme, doch verlor Haines die meisten guten Rollen nach 1929 an Robert Montgomery. Mit Joan Crawford verband den Schauspieler eine lebenslange Freundschaft.
Joan Crawford schätzte ihre Rolle als zweite Geige realistisch ein:

„Metro baute damals Bill Haines auf und der Film wurde nur auf ihn zugeschnitten. Ich hätte genauso gut daheim bleiben können.“

## Kinoauswertung
Mit einem Budget von 218.000 US-Dollar war es eine für MGM-Standards eher kostengünstige Produktion. Er spielte in den USA mit einer Summe von 714.000 US-Dollar gut doppelt so viel ein wie Dream of Love. Mit den Auslandseinnahmen von 206.000 US-Dollar und einem kumulierten Gesamtergebnis von 920.000 US-Dollar war es der erfolgreichste der drei gemeinsamen Filme von Haines und Crawford und das Studio konnte am Ende einen Gewinn von 343.000 US-Dollar aufweisen.

## Kritiken
Die zeitgenössischen Kritiker waren angetan von der nach ihrer Einschätzung federleichten Unterhaltung.
Mordaunt Hall schrieb in der New York Times:

„James Cruze, Produzent von ‚The Covered Wagon‘ und einer Reihe anderer filmischer Errungenschaften, ist der Regisseur. Sein Talent mit der Kamera und sein scharfer Sinn für Humor helfen ebenso viel wie Mr. Haines’ Grimassen und Gesten, um daraus einen unterhaltsamen Film zu machen. […] Miss Crawford ist lebhaft und kompetent.“

Harry Mines schwärmte in den Los Angeles Daily News

„Haines, immer ein charmanter und ausgelassener Komödiant, überbietet die meisten seiner vorherigen Auftritte in dieser witzigen Geschichte um einen Boxer, der sich in eine Collegeschönheit verliebt. Er ist in jeder Einstellung sehr gut, besonders in denen mit Joan Crawford. Miss Crawford ist so schön wie immer und bietet eine lebhafte Darstellung.“

Photoplay teilte die Ansicht:

„Ein weiteres Baiser für die Talente des Metro-Goldwyn Playboy Billy Haines […]. Ein Leichtgewicht, liebe Leute, aber amüsant.“